# تايلور بينيت (مغن راب)
تايلور بينيت (بالإنجليزية: Taylor Bennett) هو رابر أمريكي، ولد في 19 يناير 1996 في شيكاغو في الولايات المتحدة.

## روابط خارجية
- تايلور بينيت على موقع ميوزك برينز (الإنجليزية)